# Elecciones presidenciales de Estados Unidos de 2012 en Nueva York
Las elecciones presidenciales de los Estados Unidos de 2012 en Nueva York se llevaron a cabo el 6 de noviembre de 2012, como parte de las elecciones presidenciales de los Estados Unidos de 2012 en las que participaron los 50 estados más el distrito de Columbia. Los votantes eligieron a 29 electores para representarlos en el Colegio Electoral a través de una votación popular que enfrentó al actual presidente demócrata Barack Obama y su compañero de fórmula, el vicepresidente Joe Biden, contra el candidato republicano y exgobernador de Massachusetts Mitt Romney y su compañero de fórmula, el congresista Paul Ryan.